# Дубровин, Александр Александрович
Алекса́ндр Алекса́ндрович Дубро́вин (род. 16 декабря 1987) — российский легкоатлет, специалист по бегу на средние дистанции. Выступал на профессиональном уровне в 2006—2011 годах, серебряный и бронзовый призёр чемпионатов России, победитель и призёр ряда крупных всероссийских и международных стартов. Представлял Курскую область.

## Биография
Александр Дубровин родился 16 декабря 1987 года. Занимался лёгкой атлетикой в Курске, выступал за Курскую область и Российскую Армию. Проходил подготовку под руководством тренеров М. М. Телятникова и С. И. Блаженко.
Впервые заявил о себе на всероссийском уровне в сезоне 2006 года, когда в беге на 800 метров выступил на зимнем чемпионате России в Москве, на всероссийских соревнованиях в Сочи и на юниорском первенстве России в Туле.
В 2007 году с командой Курской области выиграл бронзовую медаль в эстафете 4×800 метров на зимнем чемпионате России в Волгограде, в дисциплине 800 метров стал пятым на всероссийских соревнованиях в Сочи, третьим на Мемориале братьев Знаменских в Жуковском и Кубке России в Туле. На летнем чемпионате России в Туле бежал 800 и 1500 метров.
В 2008 году в 800-метровом беге был восьмым на зимнем чемпионате России в Москве, пятым на Кубке Кавказа в Сочи, сошёл с дистанции на Мемориале братьев Знаменских в Жуковском, показал пятый результат на молодёжном всероссийском первенстве в Челябинске, шестой результат на Кубке России в Туле, восьмой результат на летнем чемпионате России в Казани.
В 2009 году отметился выступлением на Рождественском кубке в Москве, на чемпионате Москвы, на международном турнире «Русская зима», на зимнем чемпионате России в Москве. Летом стал бронзовым призёром молодёжного всероссийского первенства в Казани, принял участие в чемпионате Москвы и летнем чемпионате России в Чебоксарах. Среди прочих достижений — серебряная медаль в эстафете 4×800 метров на чемпионате России по эстафетному бегу в Сочи.
В 2010 году занял 12-е место на Рождественском кубке в Москве. На зимнем чемпионате России в Москве финишировал пятым в индивидуальном беге на 800 метров и завоевал бронзовую награду в эстафете 4×800 метров. Помимо этого, был третьим на Кубке России в Ерино, пятым на Мемориале братьев Знаменских в Жуковском, восьмым на турнире Moscow Open. На летнем чемпионате России в Саранске в дисциплинах 800 и 1500 метров показал восьмой и десятый результаты соответственно.
В 2011 году финишировал четвёртым на Мемориале Яламова в Екатеринбурге, пятым на Рождественском кубке в Москве. На зимнем чемпионате России в Москве пришёл к финишу четвёртым и седьмым на дистанциях 800 и 1500 метров. Позднее занял 11-е место на командном чемпионате России в Сочи, одержал победу на первенстве Центрального федерального округа в Брянске, стал пятым на Кубке России в Ерино и восьмым на Мемориале братьев Знаменских в Жуковском. На эстафетном чемпионате России в Сочи с командой Курской области выиграл бронзовую медаль в эстафете 4×800 метров. По окончании сезона завершил спортивную карьеру.